# Andreas Johansson (hockeista su ghiaccio)
Andreas Lars Johansson (Hofors, 19 maggio 1973) è un ex hockeista su ghiaccio svedese.

## Palmarès

### Mondiali
- 4 medaglie:
  - 2 argenti (Svezia 1995; Repubblica Ceca 2004)
  - 2 bronzi (Germania 2001; Svezia 2002)